# Walter Susskind
Pour les articles homonymes, voir Susskind.
Walter Susskind (Jan Walter Süsskind) est un chef d'orchestre tchécoslovaque (naturalisé britannique en 1946), né le 1er mai 1913 à Prague et mort le 25 mars 1980 à Berkeley (Californie, États-Unis)

## Biographie
Lors de ses années de formation à Prague où il apprend le piano avec Karl Hoffmeister, il étudie la composition avec Josef Suk et Alois Hába, et la direction d'orchestre avec George Szell.
Assistant de Szell, Susskind fait ses débuts de chef à l'Opéra germanophone de Prague en 1934, tout en conduisant une carrière de pianiste en trio de 1933 à 1938. Avec l'invasion allemande en 1938, il rejoint Londres. Il se consacre à la direction à partir de 1943, à Londres puis en Écosse, en passant par Melbourne (Australie) de 1953 à 1955.
Il termine sa carrière sur le continent nord-américain, à Toronto, Saint-Louis ou Cincinnati tout en étant régulièrement invité à diriger les orchestres européens. Dans cette période Susskind a été fortement impliqué dans le Mississippi River Festival, une série de concerts crossover en plein air, organisé annuellement par l'université locale. Au cours de ses sept années avec l'Orchestre de Saint Louis, il a également enseigné à l'Université de Southern Illinois (il a enseigné à de futurs chefs comme Leonard Slatkin et Gerhardt Zimmermann).

## Compositions
Walter Susskind a également composé quelques œuvres, surtout dans sa jeunesse et non publiées.
- Alarm, oratorio sur un texte de Louis Fürnberg (Paris, 1933)
- Rechen schaft über uns, cycle de lieder pour voix et quatuor à cordes (création, 15 novembre 1933) sur des poèmes de Louis Fürnberg (1909–1957). Une version instrumentale de l'œuvre est dédiée à Alois Hába.
- 4 lieder pour voix et quatuor à cordes (1935) sur des poèmes de Wilhelm Emanuel Süskind (1901–1970), père de Patrick Süskind, extraits de « Junge deutsche Lyrik », 1928.
  - Zauber bei Tag
  - Heimweg
  - Die Geliebte
  - Der Sterbliche
- 9 esquisses slovaques pour orchestre
- Passacaglia pour timbales et orchestre de chambre (1977).

## Répertoire
Chef méconnu, avec sa direction fine et élégante et un souci constant d'alléger les textures orchestrales, il est nécessaire de connaître ses enregistrements des Planètes de Gustav Holst ou d'Ainsi parlait Zarathoustra de Richard Strauss, tous deux réalisés avec l'Orchestre symphonique de Saint Louis. Avec le Philharmonia Orchestra, il a enregistré Peer Gynt de Grieg (Columbia FC 25015). Il a également gravé l'une des versions de référence du concerto pour violoncelle de Dvořák, avec la violoncelliste Zara Nelsova.